# Albești (okręg Dolj)
Albești – wieś w Rumunii, w okręgu Dolj, w gminie Șimnicu de Sus. W 2011 roku liczyła 820 mieszkańców.